# Hmelivșciîna, Iampol
Hmelivșciîna (în ucraineană Хмелівщина) este un sat în comuna Valea Bușa din raionul Iampol, regiunea Vinița, Ucraina.

## Demografie
Componența lingvistică a localității Hmelivșciîna
     Ucraineană (100%)
Conform recensământului din 2001, toată populația localității Hmelivșciîna era vorbitoare de ucraineană (100%).